# Wilhelm Ebstein
Wilhelm Ebstein (27 de noviembre de 1836, Jawor, Silesia prusiana-22 de octubre de 1912) fue un médico alemán. Propuso una dieta baja en carbohidratos y alta en grasas para tratar la obesidad. La anomalía de Ebstein lleva su nombre (descrita, inicialmente, por W. Ebestein, en una autopsia de una varón de 19 años, como :«un caso muy raro de regurgitación tricuspídea causada por un defecto congénito».

## Biografía
Ebstein nació en una familia judía en Jauer, Silesia prusiana (actual Jawor, Polonia). Estudió medicina en la Universidad de Breslau con Friedrich Theodor von Frerichs y en la Universidad de Berlín con Rudolf Virchow y Moritz Heinrich Romberg, graduándose en esta última institución en 1859. Durante el mismo año fue nombrado médico en el hospital Allerheiligen de Breslau (Hospital de Todos los Santos). En 1868 se convirtió en médico jefe de la "Findelhaus" (hospital municipal); y desde 1874 fue profesor en la Universidad de Göttingen, donde posteriormente se desempeñó como director del hospital universitario y del dispensario (desde 1877).  Fue uno de los primeros defensores de una dieta baja en carbohidratos. Autor de Die Fettleibigkeit (Corpulenz),  que recomendaba una dieta baja en carbohidratos y alta en grasas para tratar la obesidad. Restringió los carbohidratos al prohibir las patatas, el azúcar y los dulces . Se recomendaba todo tipo de carne, incluidas las grasas. Su menú diario permitía "dos o tres copas de vino ligero", pero evitaba la cerveza. 
Ebstein fue autor de estudios médicos sobre diabetes, gota  y obesidad. Murió a los 75 años en Gotinga . 